# Veere
Veere é uma cidade e um município da província da Zelândia (Países Baixos). Está situada a orlas do lago Veerse, na ilha de Walcheren.

## História
O nome da cidade significa balsa, e foi estabelecida depois de uma estadia de Wolfert van Borsselen no lugar que ocupa no ano 1281, recebendo mordomias de cidade em 1355.
Em 1488 estabeleceu-se o Almirantado de Veere, como resultado de uma ordem datada de 8 de janeiro desse ano, numa tentativa de criar um centro naval nos Países Baixos Borgonheses. A ele se lhe subordinou o vicealmirantado da Flandres, com sede em Dunquerque (hoje França). Em 1560, baixo o almirante Felipe de Montmorency, a sede transladou-se a Gante. Em 1561 as forças navais dos Habsburgo centraram-se em Veere.
Veere foi porto escocês entre 1541 e 1799. Os arquitectos Antonis Keldermans e Evert Spoorwater projectaram as fortificações e a prefeitura, entre outras obras importantes da cidade.
Durante os séculos XVII e XVIII Veere foi uma cidade comercial prospera, cujas muralhas continham umas 750 residências.
Em 1961 a zona pesqueira da cidade transladou-se a Colijnsplaat, e hoje a cidade vive fundamentalmente do turismo.
O comprimento da costa de Veere é de 34 km.

## Localidades
Localidades do município e população das mesmas em 2003:
- Aagtekerke (1 479)
- Biggekerke (895)
- Domburgo (1 481)
- Gapinge (522)
- Grijpskerke (1 377)
- Koudekerke (3 620)
- Meliskerke (1 477)
- Oostkapelle (2 451)
- Serooskerke (1 833)
- Veere (1 520)
- Vrouwenpolder (1 125)
- Westkapelle (2 672)
- Zoutelande (1 593)

## Galeria de imagens

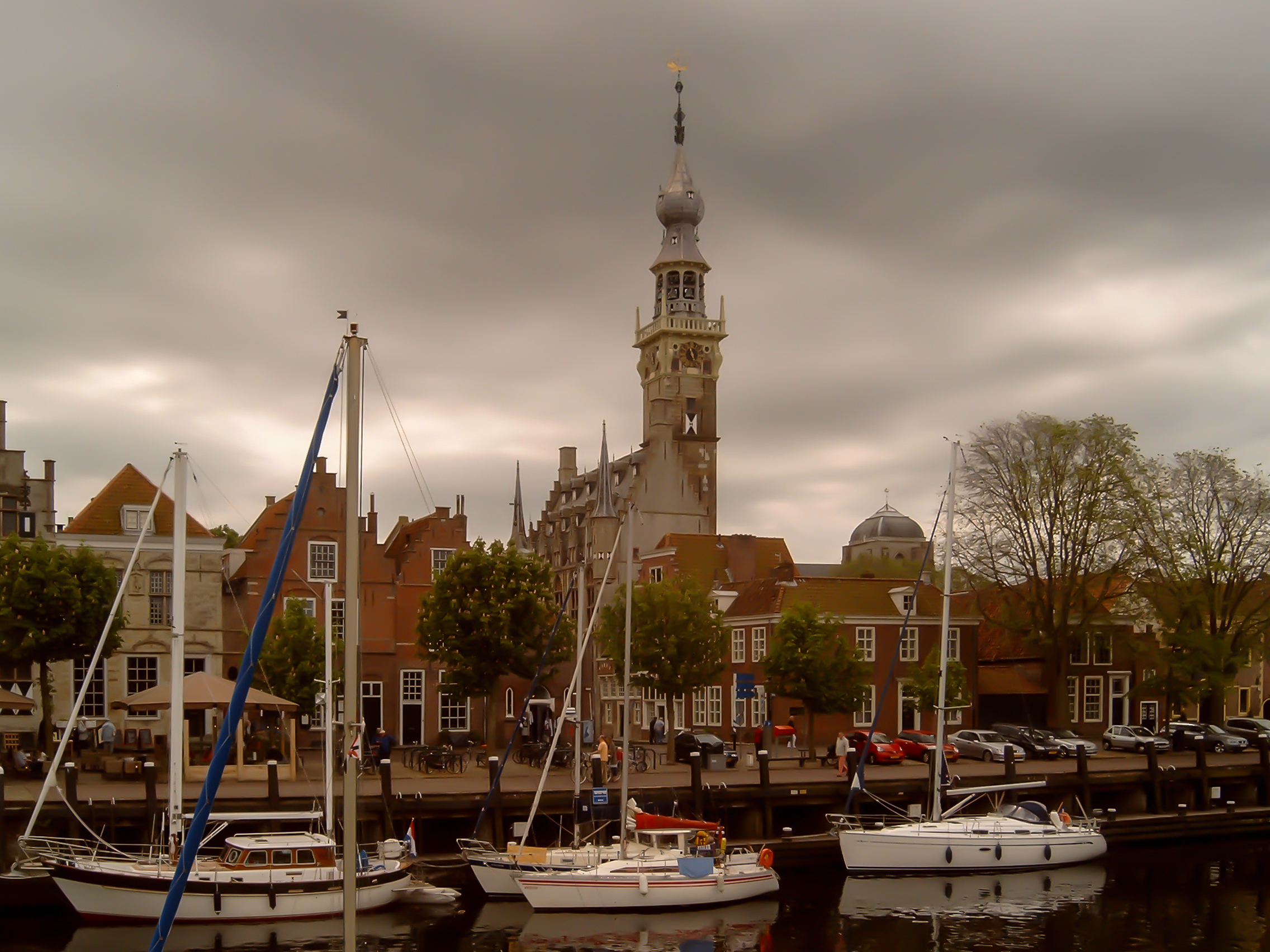
Porto e prefeitura de Veere.
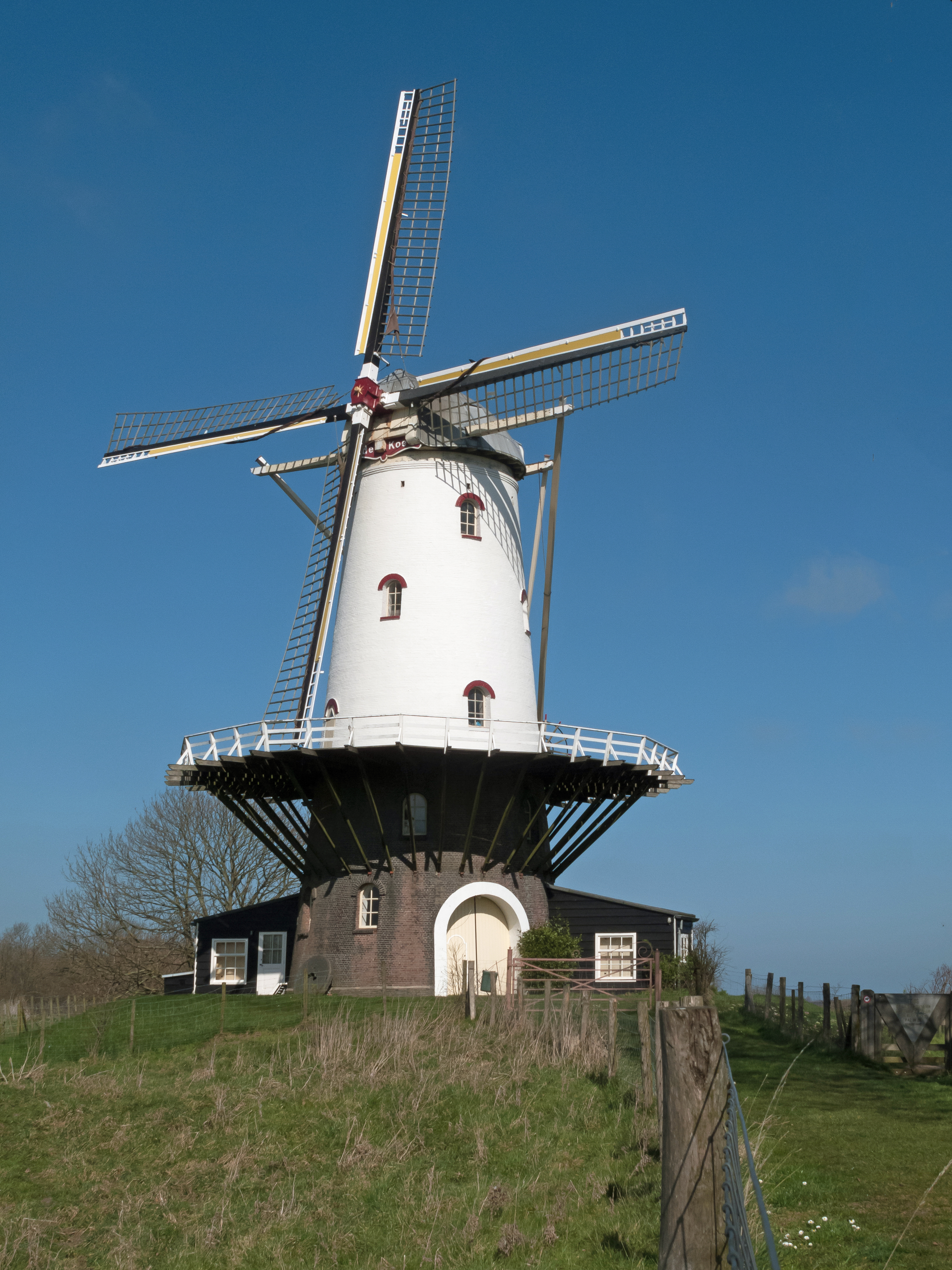
Veere, Moinho De Koe (A Vaca).
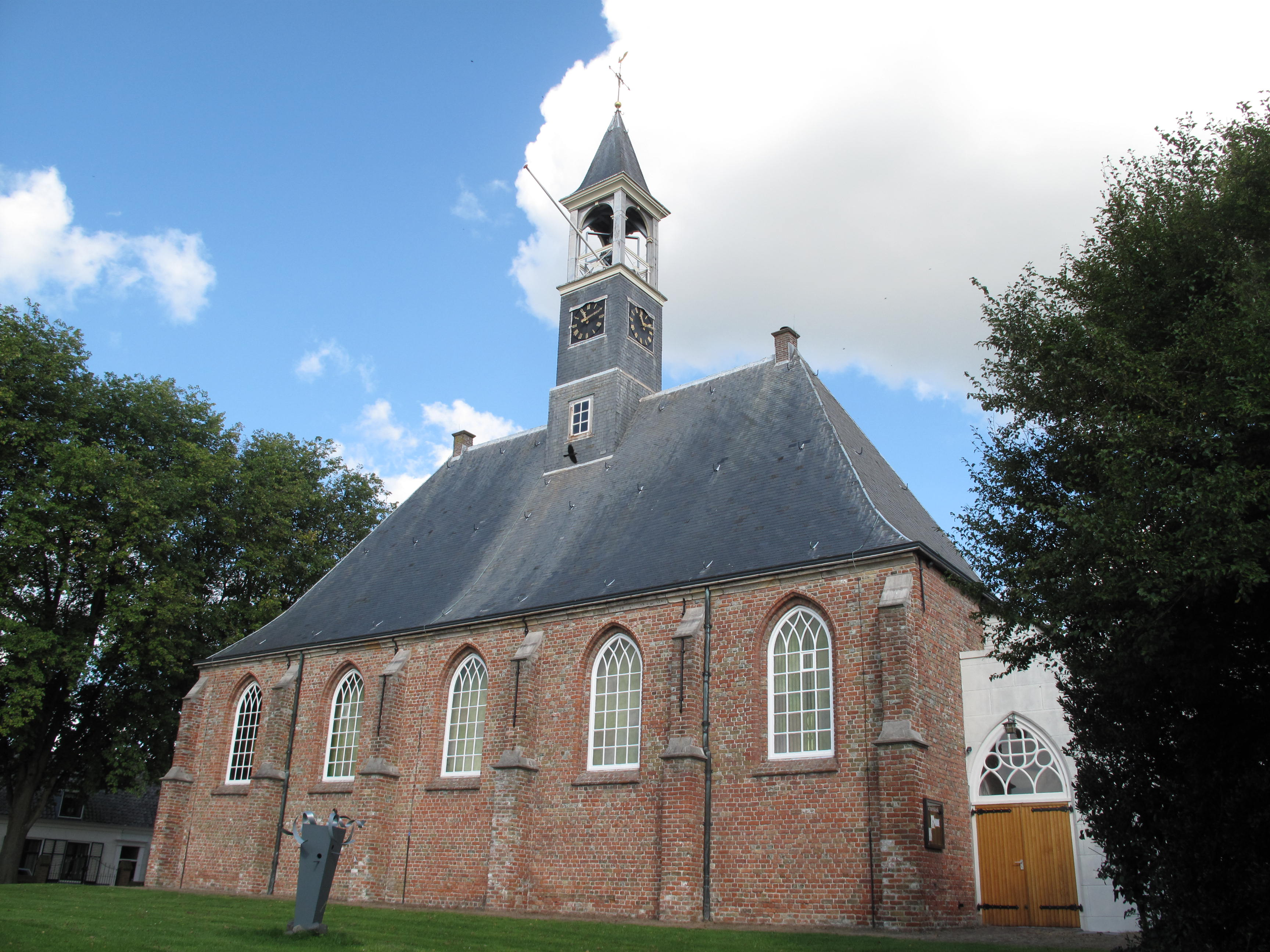
Igreja Michaëlskerk em Koudekerk.
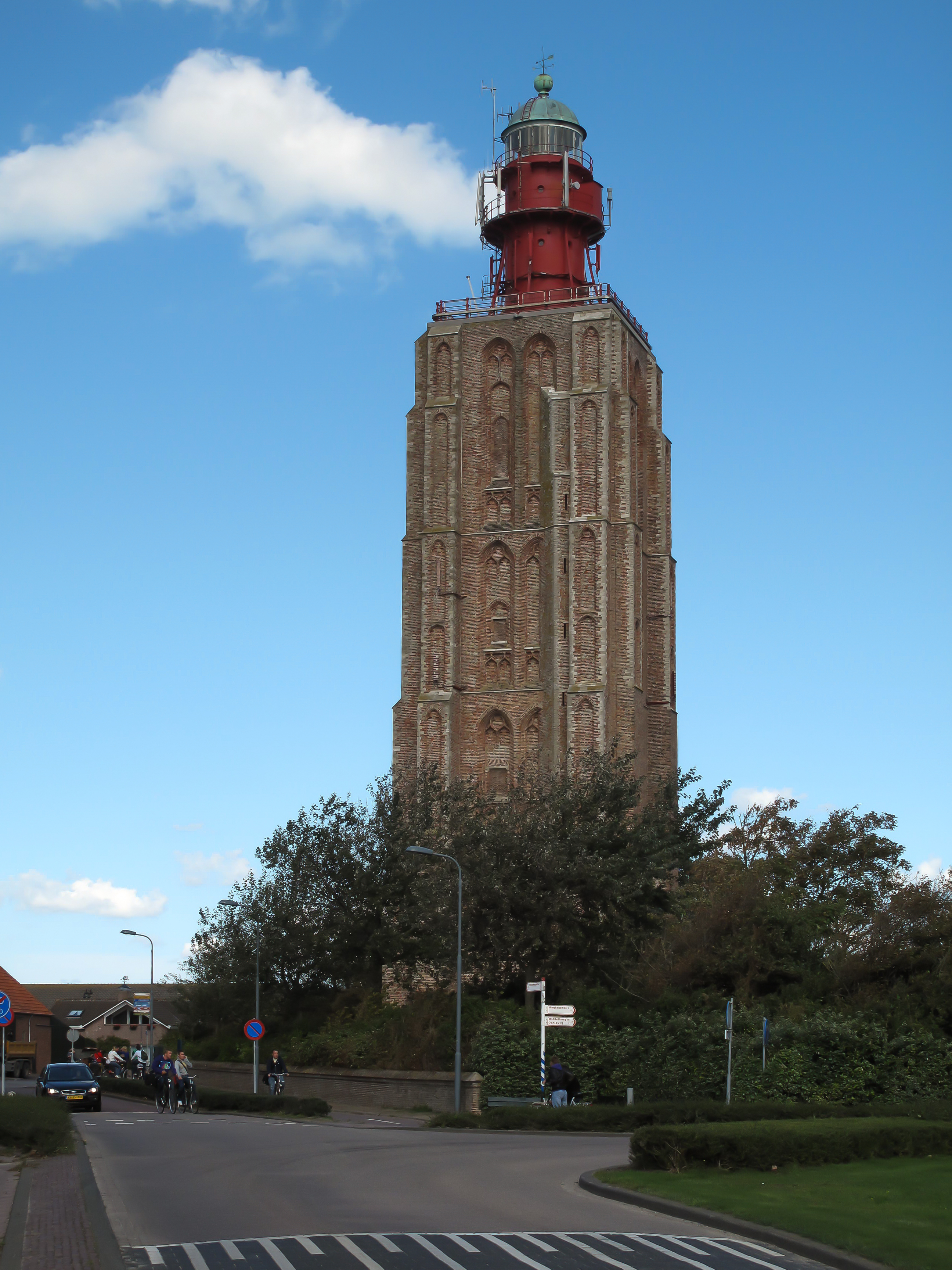
Farol de Westkapelle.
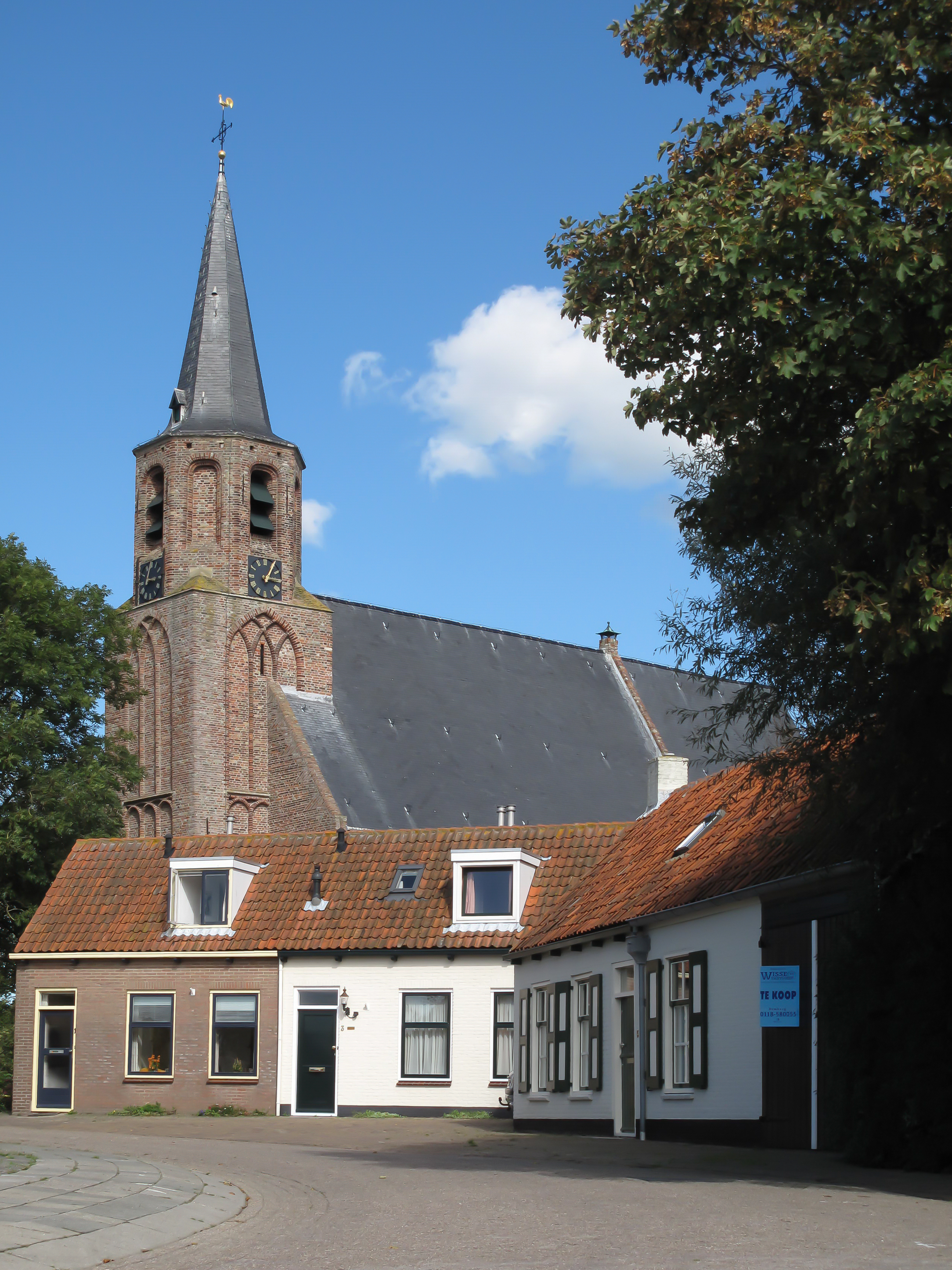
Igreja de Gapinge.
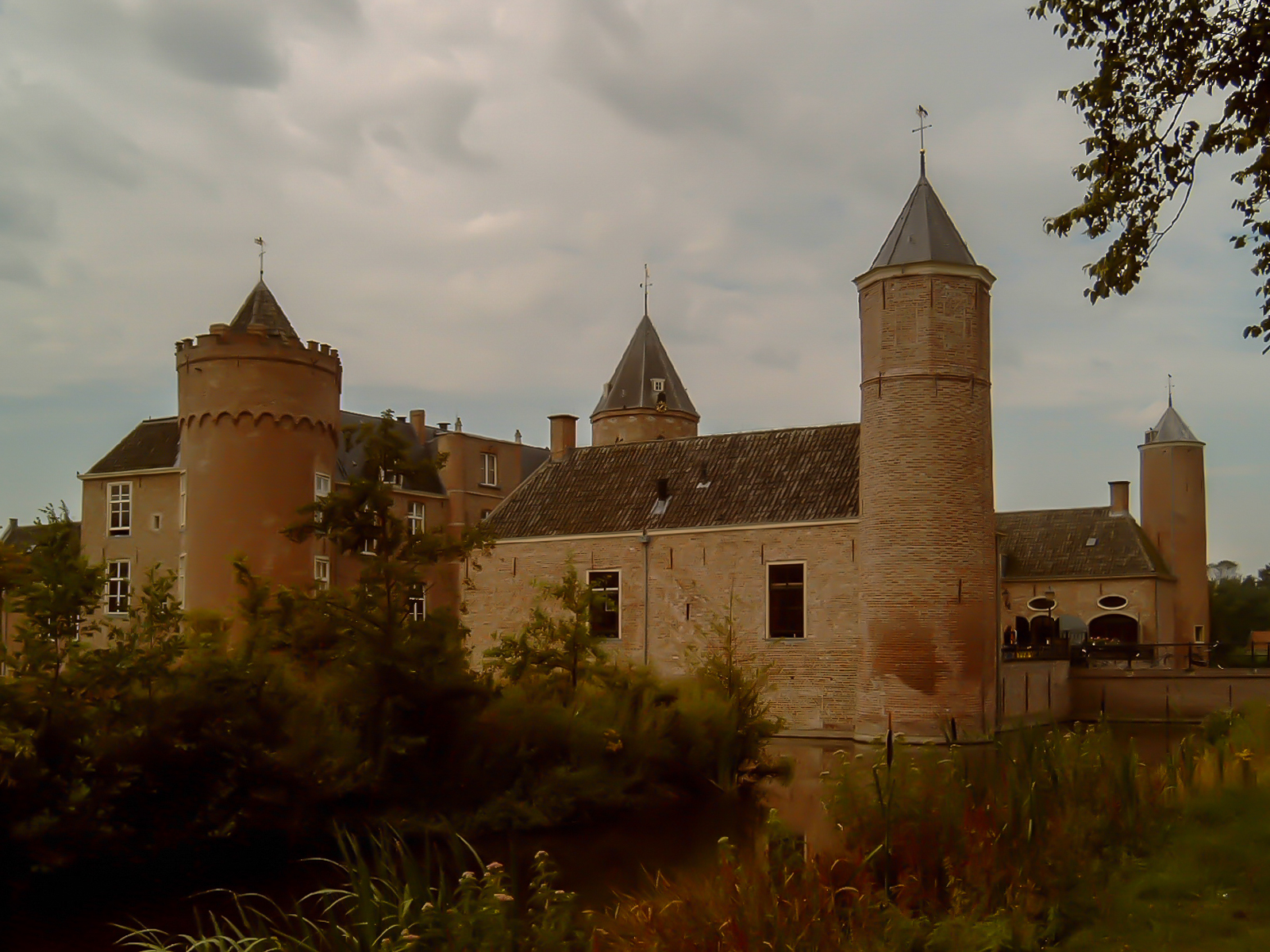
Castelo de Domburg, hoje hotel.
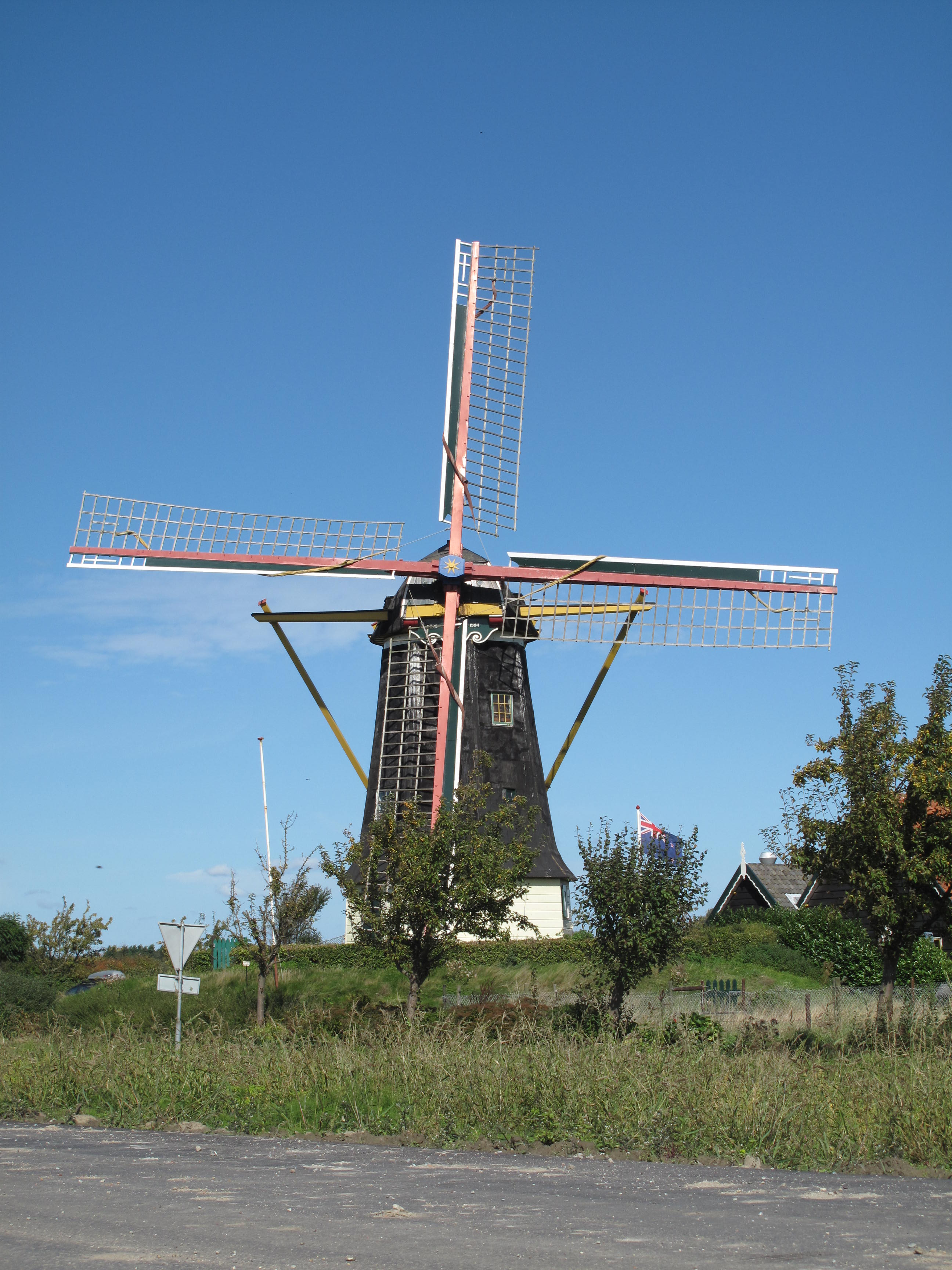
Serooskerke, Moinho De Jonge Johannes.
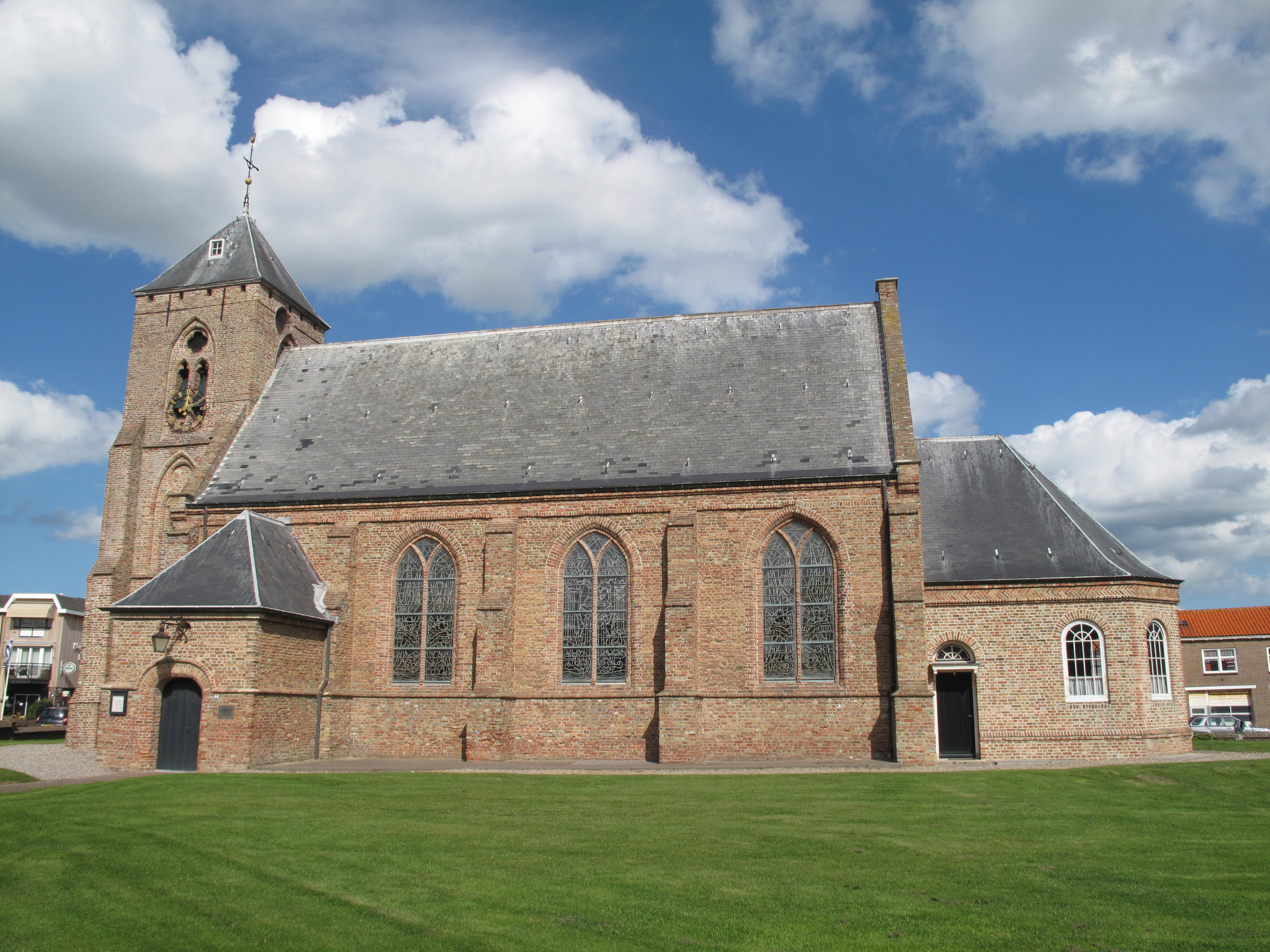
Igreja de Zoutelande.
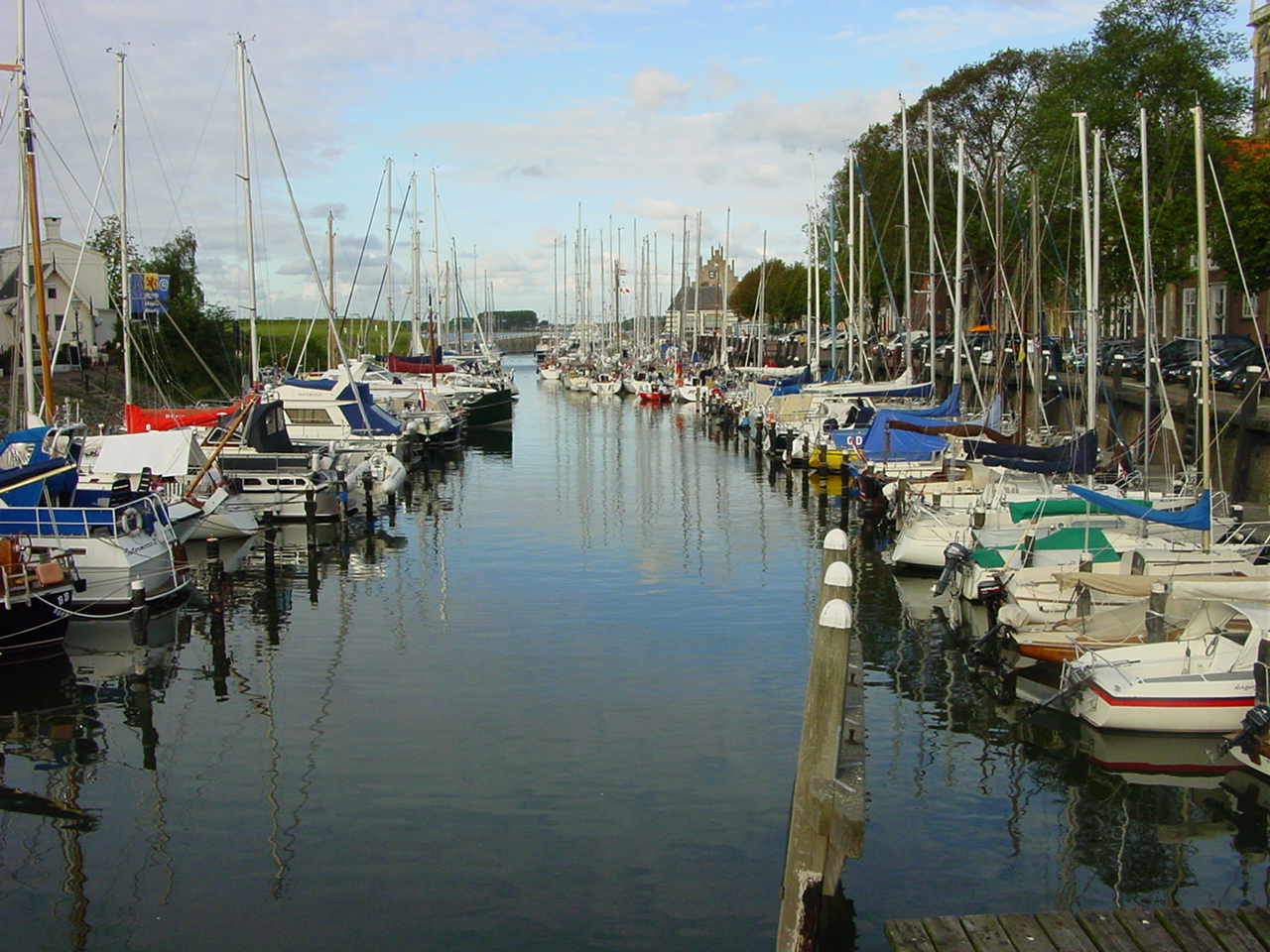
Porto de Veere